# 打越 (横浜市)
打越（うちこし）は、神奈川県横浜市中区の町名。丁番を持たない単独町名である。住居表示未実施。

## 地理
中区西部、丘陵の北側に位置し、北は石川町、東は山手町、南は南区唐沢、西は南区中村町に接する。面積は0.078km2。

## 施設
土地の用途は住宅が主であるが、丘の上に打越保育園や在日大韓基督教会横浜教会があり、町の南部には南区唐沢に本社を置く横浜植木の造園部門の事務所がある。切通しの西側で、猿坂と呼ばれる小道が分かれる付近には湧水「打越の霊泉」があり、明治時代にはフランス人実業家アルフレッド・ジェラールにより船舶への給水に供された。関東大震災や横浜大空襲の際には多くの人命を救った。1973年5月に霊泉が整備され、碑が建てられた。

## 歴史
1935年（昭和10年）7月1日に、中村町の一部から新設された。町名は旧字名から採られており、「ウツ」は狭い谷や崖、「コシ」はふもと、崖を意味する。打越の地名は、市内港南区笹下などにも見られる。
洋画家の五姓田義松は、1915年に当地で生涯を終えた。
2022年5月1日、住宅地裏のガケが崩れて8世帯19人に避難指示が発令された。

## 世帯数と人口
2025年（令和7年）6月30日現在（横浜市発表）の世帯数と人口は以下の通りである。
| 町丁 | 世帯数  | 人口    |
| ---- | ------- | ------- |
| 打越 | 766世帯 | 1,359人 |

### 人口の変遷
国勢調査による人口の推移。
| 年                 | 人口  |
| ------------------ | ----- |
| 1995年（平成7年）  | 1,160 |
| 2000年（平成12年） | 1,056 |
| 2005年（平成17年） | 1,418 |
| 2010年（平成22年） | 1,538 |
| 2015年（平成27年） | 1,440 |
| 2020年（令和2年）  | 1,381 |

### 世帯数の変遷
国勢調査による世帯数の推移。
| 年                 | 世帯数 |
| ------------------ | ------ |
| 1995年（平成7年）  | 511    |
| 2000年（平成12年） | 487    |
| 2005年（平成17年） | 633    |
| 2010年（平成22年） | 693    |
| 2015年（平成27年） | 666    |
| 2020年（令和2年）  | 710    |

## 学区
市立小・中学校に通う場合、学区は以下の通りとなる（2024年11月時点）。
| 番地 | 小学校             | 中学校             |
| ---- | ------------------ | ------------------ |
| 全域 | 横浜市立石川小学校 | 横浜市立平楽中学校 |

## 事業所
2021年現在の経済センサス調査による事業所数と従業員数は以下の通りである。
| 町丁 | 事業所数 | 従業員数 |
| ---- | -------- | -------- |
| 打越 | 13事業所 | 76人     |

### 事業者数の変遷
経済センサスによる事業所数の推移。
| 年                 | 事業者数 |
| ------------------ | -------- |
| 2016年（平成28年） | 8        |
| 2021年（令和3年）  | 13       |

### 従業員数の変遷
経済センサスによる従業員数の推移。
| 年                 | 従業員数 |
| ------------------ | -------- |
| 2016年（平成28年） | 71       |
| 2021年（令和3年）  | 76       |

## 交通
1928年（昭和3年）に、山元町へ横浜市電を通すため切通しの道路（横浜駅根岸道路）が南北に造られ、町の南端に、切通しを渡り両側の街を結ぶ打越橋が架けられている。町の西端の遊行坂、東端の牛坂がそれぞれ町の北を流れる中村川方面へ下る。市電は1971年に廃止され、現在町内に鉄道駅はない。横浜駅根岸道路に町内会館前のバス停があり、横浜駅から伊勢佐木長者町駅前を経由し根岸台方面への横浜市営バス103系統、桜木町駅から伊勢佐木長者町駅前・麦田町を経由しみなと赤十字病院、本牧方面を結ぶフジエクスプレスの路線バスが利用できる。打越橋バス停からは桜木町駅から港の見える丘公園・井土ヶ谷駅前を経由し保土ヶ谷駅東口を結ぶ神奈川中央交通バス (YAMATE LINER) が運行されている。JR根岸線石川町駅も徒歩圏内である。

## その他

### 日本郵便
- 郵便番号：231-0867[3]（集配局：横浜港郵便局[21]）

### 警察
町内の警察の管轄区域は以下の通りである。
| 番・番地等 | 警察署         | 交番・駐在所 |
| ---------- | -------------- | ------------ |
| 全域       | 伊勢佐木警察署 | 寿町交番     |